# Boschmaia munidicola
Boschmaia munidicola är en kräftdjursart som beskrevs av Reinhard 1958. Boschmaia munidicola ingår i släktet Boschmaia och familjen Peltogastridae. Inga underarter finns listade i Catalogue of Life.